# 제4회 서울독립영화제
제4회 서울독립영화제는 1978년 6월 22일에 열린 시상식이다.

## 수상 및 후보

### 기획상
- 제 - 최창륙 수상

### 촬영상
- 피 흘리는 석고상 - 김달선 수상

### 편집상
- 미로 - 이미숙 수상

### YES24상
- 탄생 - 김행수 수상